# Myslejovice
Myslejovice (en allemand : Mislowitz) est une commune du district de Prostějov, dans la région d'Olomouc, en République tchèque. Sa population s'élevait à 636 habitants en 2023.

## Géographie
Myslejovice se trouve à 9,5 km au sud-ouest de Prostějov, à 36,5 km au sud-ouest d'Olomouc et à 202 km à l'est-sud-est de Prague.
La commune est limitée par Prostějovičky au nord-ouest, par Krumsín au nord, par Alojzov, Určice et Vincencov à l'est, par Otaslavice à l'est et au sud, et par la zone militaire de Březina à l'ouest.

## Histoire
La première mention écrite de la localité date de 1267.

## Administration
La commune se compose de trois sections :
- Kobylničky
- Křenůvky
- Myslejovice

## Galerie

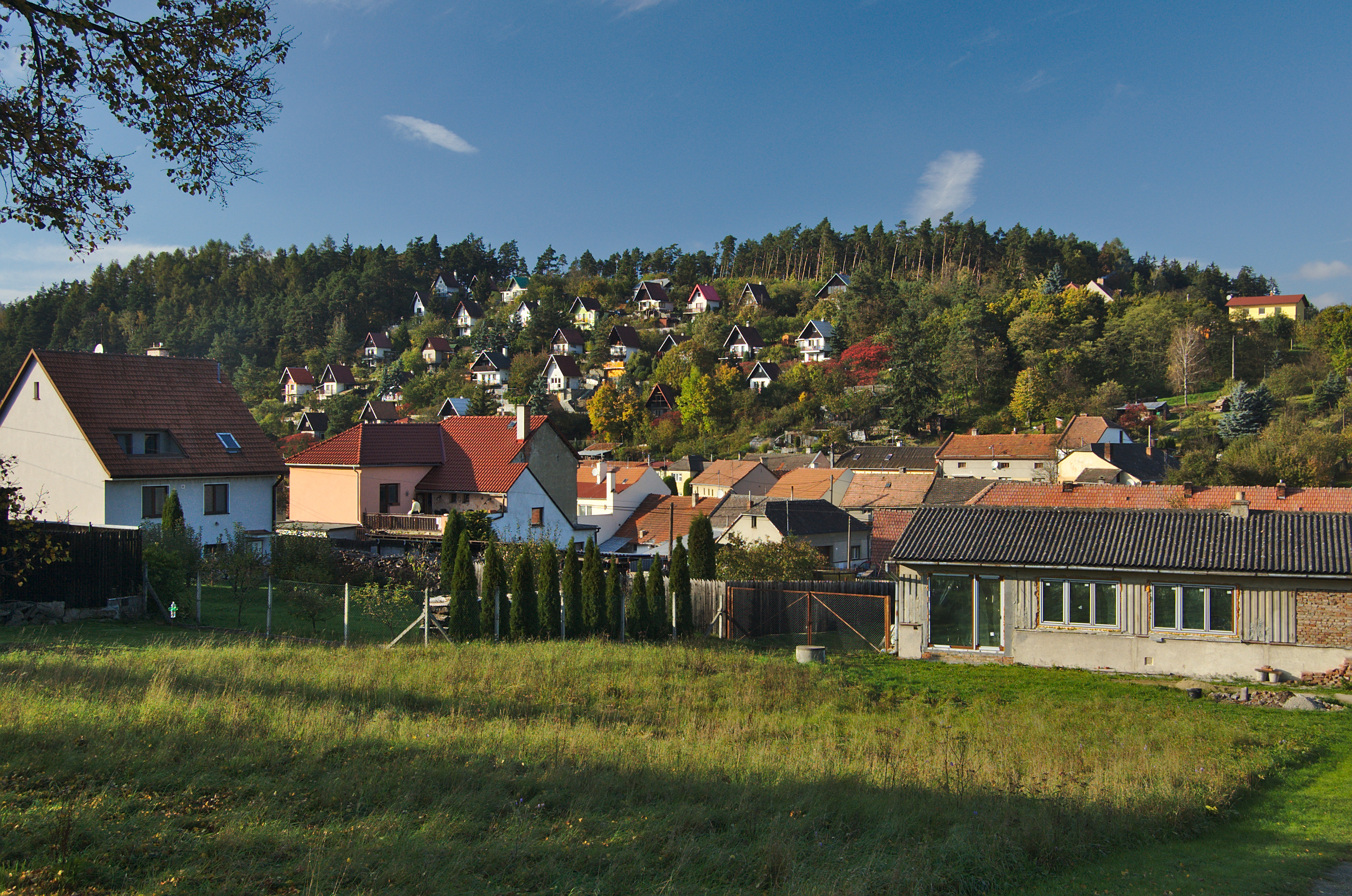
Vue générale de Myslejovice.
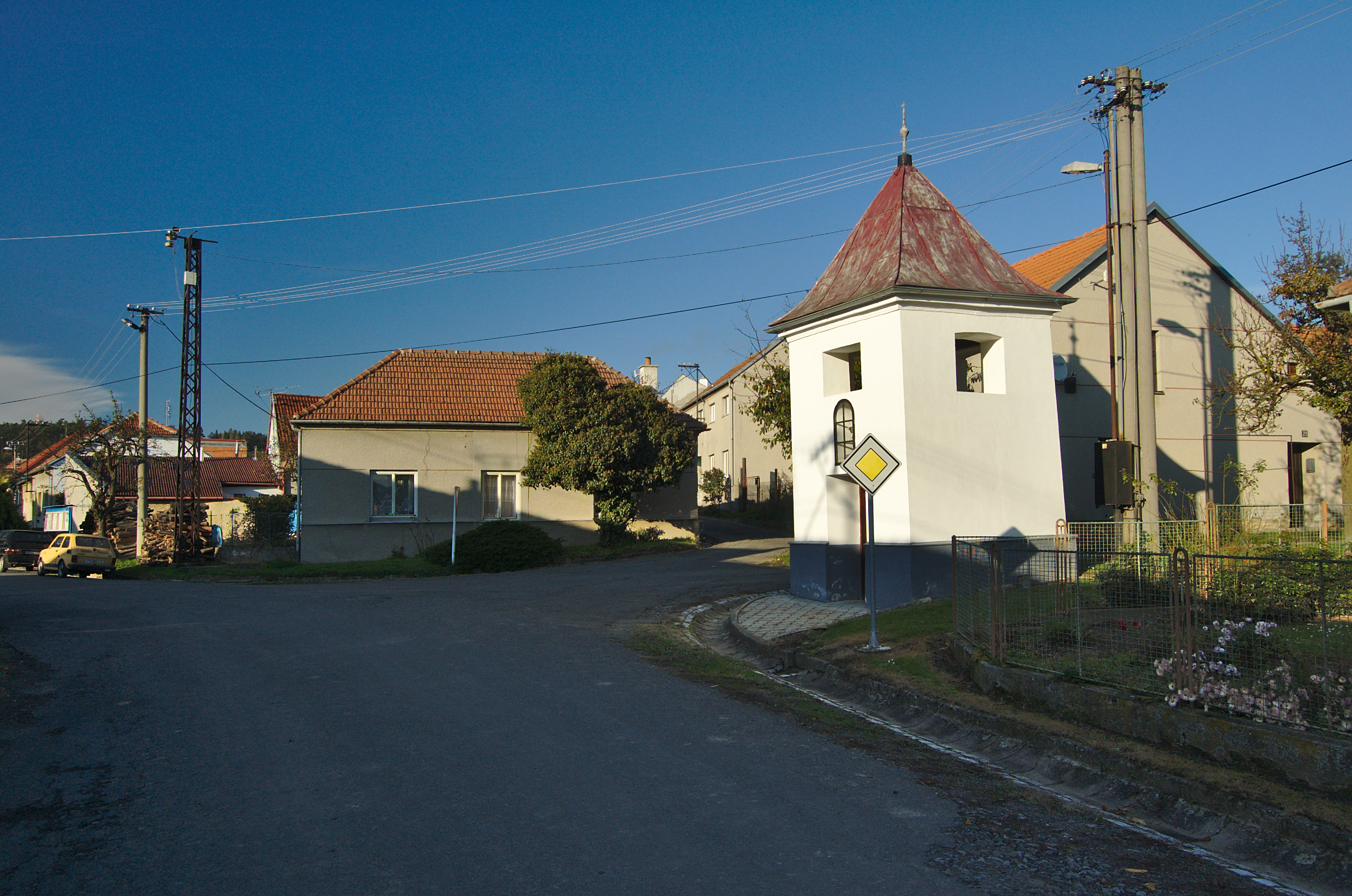
Beffroi de Kobylničky.

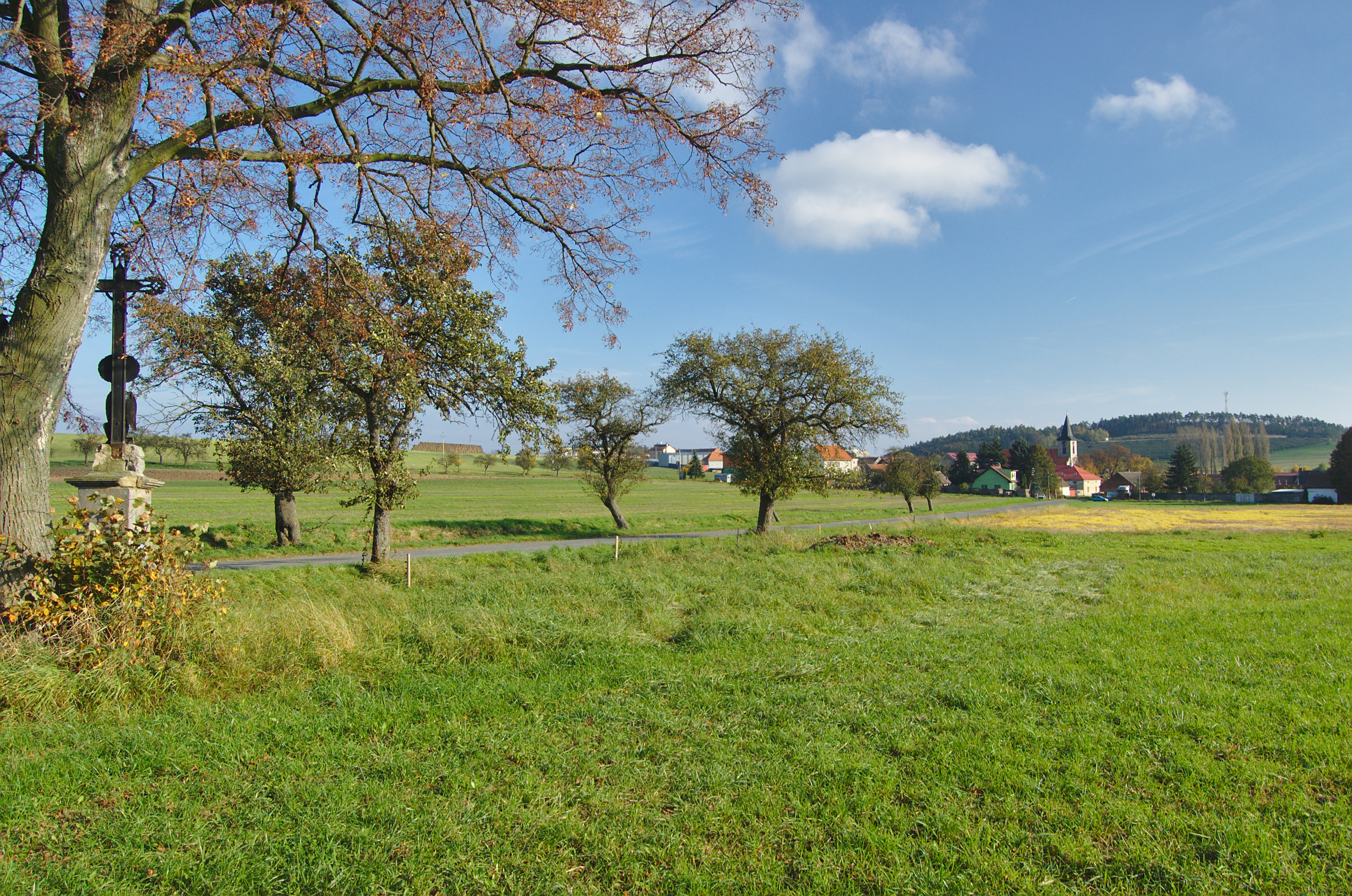
Hameau de Křenůvky.

## Transports
Par la route, Myslejovice se trouve à 11,5 km de Prostějov, à 33 km d'Olomouc et à 260 km de Prague.